# Zmijavci
Zmijavci är ett samhälle i Kroatien.   Det ligger i länet Dalmatien, i den sydöstra delen av landet, 280 km söder om huvudstaden Zagreb. Zmijavci ligger 282 meter över havet och antalet invånare är 2 140.
Terrängen runt Zmijavci är huvudsakligen kuperad. Zmijavci ligger nere i en dal. Runt Zmijavci är det ganska tätbefolkat, med 96 invånare per kvadratkilometer. Närmaste större samhälle är Makarska, 19,7 km sydväst om Zmijavci. Omgivningarna runt Zmijavci är en mosaik av jordbruksmark och naturlig växtlighet.